# Wuyuan (Mongolia Wewnętrzna)
Wuyuan (chiń. 五原县; pinyin: Wǔyuán Xiàn) – powiat w północnych Chinach, w regionie autonomicznym Mongolia Wewnętrzna, w prefekturze miejskiej Bayan Nur. W 1999 roku liczył 303 047 mieszkańców.